# Geburáh

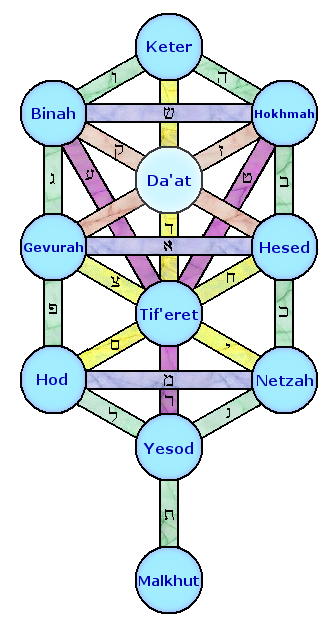
Versión del Árbol de la Vida basada en lo que aparece en el Bahir, pero con el Sephiroth etiquetado con letras latinas, y mostrando tanto Keter como Da'ath (propiamente, solo se mostraría uno, y el número de Sephiroth sería diez). NB: La disposición de los caminos y la asignación de letras hebreas a ellos es correcta para esta fuente, que difiere de los arreglos utilizados mucho más tarde en el Ocultismo Occidental

Árbol grafía clásica

Geburáh (גבורה severidad), (incorrectamente escrita como Gebrá o Gevurá) o Din (juicio) en la Cábala es la quinta sefirá de las sefirot del Árbol de la vida cabalístico, y es el segundo de los atributos emotivos de las sefirot. Está colocada bajo Biná, al lado de Jesed y sobre Hod. Generalmente tiene cuatro senderos que dirigen a Biná, Jesed, Tiféret y Hod (aunque algunos cabalistas dibujan un sendero de Gevurá a Jojmá). Es la sefirá en el que alza su cabeza la gran serpiente Alehisebenech, compañera de Alh, la serpiente que alza su cabeza sobre Chesed. En la antigüedad el planeta consagrado a Geburah era Marte, ya que este representaba la voluntad, severidad y la fuerza. Geburáh es conocida como la fuerza, el juicio, el poder y el ocultamiento. Generalmente es fuerza o poder cuando es llamada Din. En el Bahir está escrito «¿y quienes son los oficiales? Hemos aprendido que tres: Fuerza (Gevurá) es el oficial de todas las formas santas a la izquierda del Santo, bendito sea. Él es Gabriel.»